# Jambangan (Jambangan)
Jambangan is een bestuurslaag in het regentschap Surabaya van de provincie Oost-Java, Indonesië. Jambangan telt 8883 inwoners (volkstelling 2010).